# 地域医療機能推進機構船橋中央病院附属看護専門学校
地域医療機能推進機構船橋中央病院附属看護専門学校（ちいきいりょうきのうすいしんきこうふなばしちゅうおうびょういんふぞくかんごせんもんがっこう）は、かつて千葉県船橋市にあった看護専門学校（専修学校）。2017年4月の入学を最後に学生の募集を停止し、2020年3月に閉校した。後身として同校の設備を用いて2018年4月に東京医療保健大学千葉看護学部が設立されている。
現在、卒業証明書などの発行は船橋中央病院総務企画課が行っている。

## 学科
- 看護学科3年制

## 沿革
- 1999年（平成11年）4月 - 千葉県社会部保険課により社会保険船橋保険看護専門学校として開校。
- 2014年（平成26年）4月 - 設置主体の移行により、学校名を現校名に改める。
- 2020年（令和2年）3月31日 - 閉校[2][3]。

## 交通アクセス
- JR東日本西船橋駅北口より、徒歩10分程度